# Ernst Tiburzy

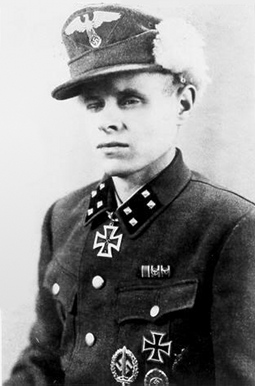
Ernst Tiburzy

Ernst Tiburzy (* 26. Dezember 1911 in Drosdowen, Kreis Johannisburg, Ostpreußen; † 14. November 2004 in Papenburg) war ein deutsches Volkssturm-Mitglied, der als erster Angehöriger des Volkssturms das Ritterkreuz des Eisernen Kreuzes erhielt.
Bataillonsführer Tiburzy war Kommandeur des Volkssturm-Bataillons 25/82 in der Festung Königsberg. Er erhielt das Ritterkreuz, damals 33 Jahre alt, für seinen Kampf um die Festung, als er am 10. Februar 1945 im Einzelgefecht zwischen fünf und neun russische T-34 zerstörte. Durch diese Initiative verhinderte er einen Durchbruch der sowjetischen Truppen.
Bei seinem Einsatz wurde er mehrfach verwundet. Er war der erste von nur vier Volkssturmangehörigen, die das Ritterkreuz erhielten. Die Verleihung wurde in der Deutschen Wochenschau-Nummer 755 vom 22. März 1945 bestätigt. Des Weiteren wurde Tiburzy im Wehrmachtbericht vom 28. Februar 1945 erwähnt.